# American Journal of Sociology
O American Journal of Sociology é um periódico acadêmico bimestral revisado por pares que publica pesquisas originais e resenhas de livros no campo da sociologia e ciências sociais relacionadas. Foi fundado em 1895 como a primeira revista em sua disciplina. Por toda a sua história, a revista foi sediada na Universidade de Chicago e publicada pela University of Chicago Press.